# Cagliostro

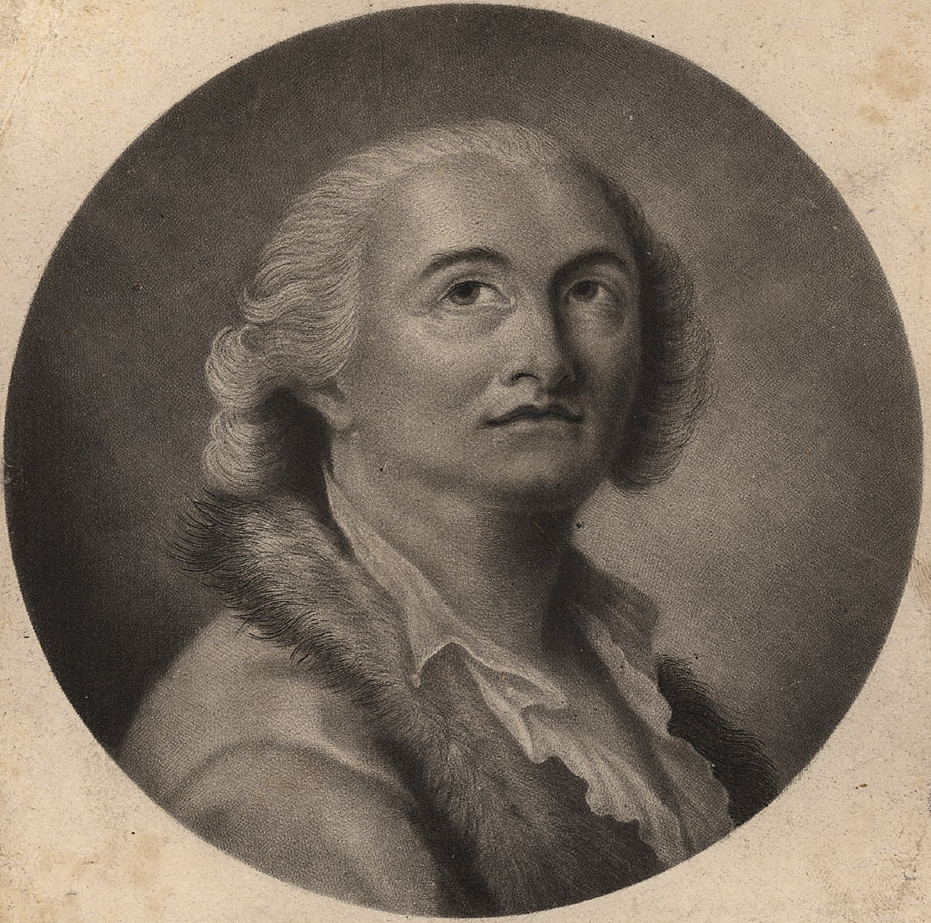
Cagliostro

Comte Alessandro di Cagliostro (Palerm, Sicília, 2 de juny de 1743 - † 26 d'agost de 1795) metge, alquimista, ocultista, Rosacreu i alt maçó, va recórrer les corts europees del segle xviii.
Va néixer en el si d'una família pobra a Palerm, Sicília. La identificació de Cagliostro amb Giuseppe Balsamo no és del tot segura, ja que es basa principalment en el testimoni no fidedigne de Theveneau de Morand, espia francès i xantatgista, i més tard en la seva confessió a la Inquisició, obtinguda mitjançant la tortura.
Cagliostro afirmava ser el fill dels prínceps del Regne cristià d'Anatòlia Trebisonda, però va ser abandonat poc després de néixer a l'illa de Malta. També assegurava que de nen va viatjar a Medina, la Meca i El Caire, i que en tornar a Malta, va ser iniciat pel sobirà orde militar dels Guerrers de Malta, on va estudiar alquímia, la càbala i màgia. Va fundar el ritu egipci de la francmaçoneria a La Haia, en què (igual que continua passant en les lògies maçòniques en l'actualitat) s'iniciava homes i dones en lògies separades, i va tenir influència en la fundació del ritu maçònic de Misraïm.

## Vida i viatges
Cagliostro va ser ben conegut a Nàpols i més tard a Roma, on va conèixer i es va casar amb Lorenza Feliciani. Van viatjar junts a Londres, on va ser iniciat en la francmaçoneria, possiblement pel comte de Saint Germain. Va adoptar com a símbol secret l'ouroboros (la serp que es mossega la cua). Al cap de poc de temps va fundar el ritu egipci de la francmaçoneria a la Haia.
Va viatjar per Rússia, Alemanya i França, estenent el camp d'influència del ritu egipci i presentant-se com un "curandero magnètic" de gran poder. La seva fama va créixer de tal manera que va ser fins i tot recomanat a Benjamin Franklin durant una estada a París.
Va ser un extraordinari falsificador. En la seva autobiografia, Casanova relata la trobada amb Cagliostro, que va ser capaç de falsificar una carta seva, tot i ser incapaç d'entendre-la.

### Episodi del collaret de diamants
Va ser perseguit a causa de l'afer del collaret de la reina, que va involucrar Lluís XVI de França i Maria Antonieta d'Àustria, i va ser empresonat a França acusat de frau. Va estar a La Bastilla durant nou mesos, i finalment va ser absolt quan no van poder demostrar la seva connexió amb el cas. No obstant això, se li va demanar que abandonés França, i va viatjar a Anglaterra. Un cop allà, Theveneau de Morand va acusar Cagliostro de ser Giuseppe Balsamo, cosa que va refutar en el seu Open letter to the English People ('Carta oberta al poble anglès'), obligant Morand a disculpar-se i retractar-se de les seves paraules.

## Últims anys
Cagliostro va deixar Anglaterra per visitar Roma, on va conèixer dues persones que van resultar ser espies de la Inquisició. Alguns relats sostenen que la seva dona va ser la que inicialment el va lliurar a la Inquisició. El 27 de desembre de 1789, va ser detingut i empresonat al castell de Sant'Angelo. Poc després, va ser condemnat a mort sota l'acusació de ser maçó. El papa va canviar la seva sentència, però, a cadena perpètua al castell de Sant'Angelo. Després d'intentar escapar, va ser traslladat a la fortalesa de San Leo, on va morir poc després.
L'escriptor portuguès Camilo Castelo Branco acredita en Balsamo la creació del ritu egipci de la maçoneria i d'intensa tasca en la difusió de la francmaçoneria, mitjançant l'obertura de refugis a tot Europa i mitjançant la introducció de l'acceptació de la dona en la comunitat.